# Капуні – Папакура
Капуні — Папакура — елемент газотранспортної системи Нової Зеландії. Також відомий як Central System.
У 1970-му стартували регулярні поставки блакитного палива з газопереробного заводу Капуні. Вони відбувались по двох напрямках — на південний схід по трубопроводу Капуні – Тава/Гастінгс та на північ. В останньому випадку використовували споруджений в 1968-му газопровід Капуні — Папакура, що досягнув південної частини агломерації Окленду (найбільше місто та потужний промисловий центр Нової Зеландії, де проживає 30 % населення країни). Він має довжину 336 кілометрів, діаметр 200 мм та розрахований на робочий тиск у 8,6 МПа.
З Тікорангі до Ротоваро (тобто на більшій протяжності маршруту) трубопровід Капуні — Папакура прямує в одному коридорі (за виключенням кількох невеликих ділянок) із запущеним наприкінці 1970-х найпотужнішим новозеландським газопроводом Мауї. Як наслідок, Капуні — Папакура має ряд перемичок з Мауї та може отримувати з нього ресурс. Крім того, до створеного в Капуні газового хабу ресурс з Мауї може надходити через турбопровід Франклей-Роад – Капуні.
В Окленді великим споживачем блакитного палива стала ТЕС Отахуху, а перед Оклендом відгалуження веде до металургійного комбінату в Гленбруці (у складі якого, зокрема, працює ТЕС Гленбрук). Також від газотранспортного коридору південь — північ беруть початок такі значні бічні відгалуження, як Покуру – Гісборн/Те-Пуке та Те-Коухай – Вайто, втім, їх поява на початку 1980-х була передусім викликана ресурсом з Мауї (а початковий діаметр трубопроводу від Покуру перевищує аналогічний показник Капуні — Папакура).